# Vincelles (Marne)
Pour les articles homonymes, voir Vincelles.
Vincelles est une commune française, située dans le département de la Marne en région Grand Est. Elle se trouve dans la vallée de la Marne, rivière qui délimite son territorie au sud.
Commune rurale, hors attraction des villes, Vincelles est membre de la communauté de communes des Paysages de la Champagne, à qui elle a transféré un certain nombre de compétences (notamment en matière d'eau et de déchets).
Au dernier recensement de 2022, la commune comptait 326 habitants appelés Bédouins ou Vincellois. Son économie est particulièrement tournée vers la viticulture. Son patrimoine architectural comprend notamment son église, dédiée à Saint-Timothée.

## Géographie

### Localisation

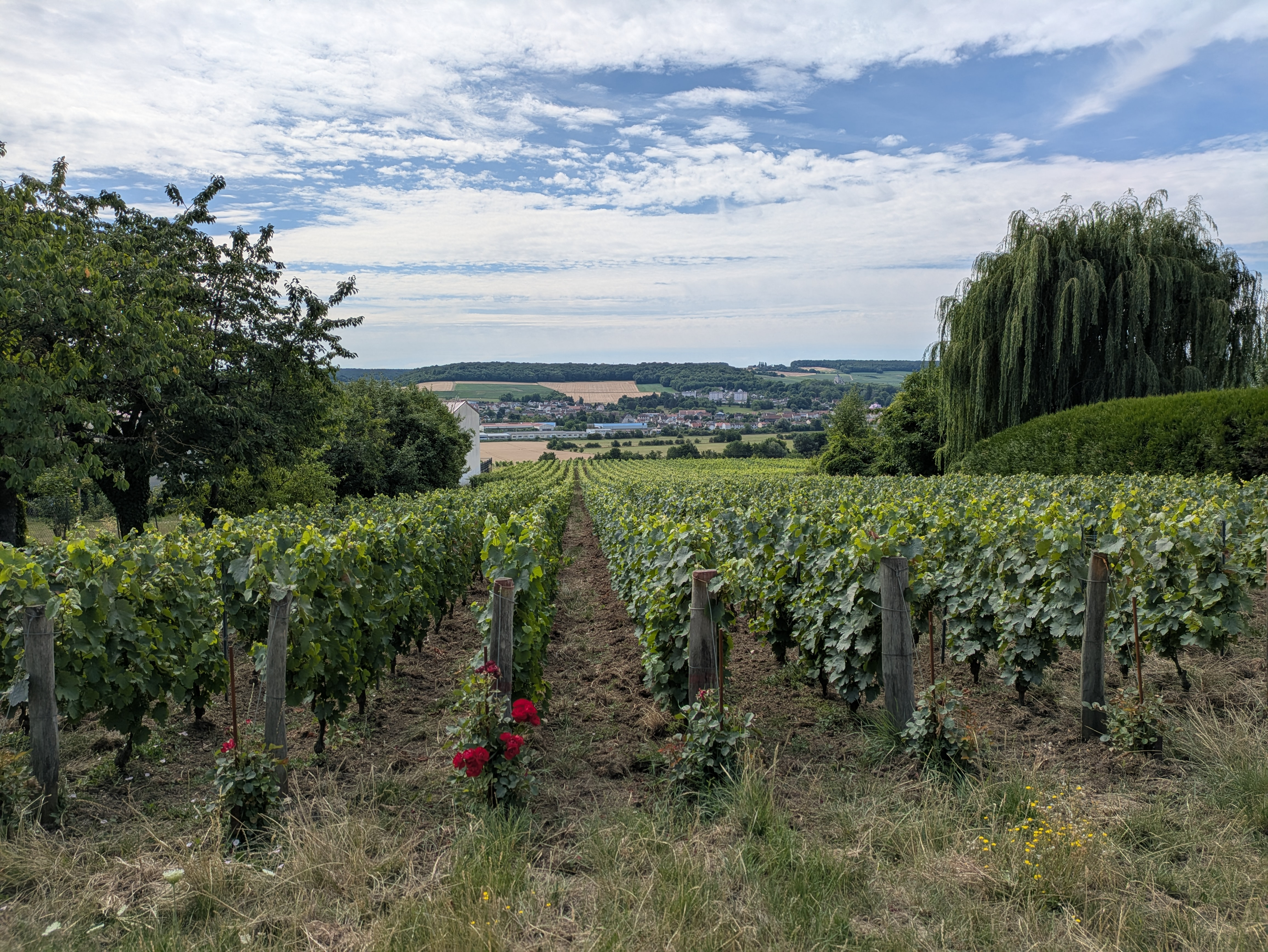
Vue de Dormans et de la vallée de la Marne depuis Vincelles.

Vincelles se trouve à l'ouest du département de la Marne, en région Grand Est, à la limite avec le département de l'Aisne et la région Hauts-de-France.
La commune de Vincelles s'étend sur une superficie de 355 hectares. Elle appartient à la région agricole de la vallée de la Marne. Vincelles est le village situé sur la rive nord de la Marne le plus à l'ouest du département. Le village se trouve sur la route touristique du Champagne entre Trélou (Aisne) et Verneuil, en face de Dormans. 
Par la route, Vincelles se situe à 82 km de Châlons-en-Champagne (via Reims), préfecture de la Marne, à 39 km de Reims, plus grande ville du département, à 25 km de Château-Thierry, sous-préfecture de l'Aisne voisine, à 26 km d'Épernay, sa sous-préfecture, et à 2 km de Dormans, bureau centralisateur du canton de Dormans-Paysages de Champagne dont dépend Vincelles depuis 2015. La commune fait en outre partie du bassin de vie de Dormans.
Vincelles est limitrophe de 4 communes :
|                  | Champvoisy |          |
| Trélou-sur-Marne | Vincelles  | Verneuil |
|                  | Dormans    |          |

### Géologie et relief
Sur son territoire, l'altitude varie de 62 à 231 mètres.
Le relief est marqué par la vallée de la Marne, rivière qui fait office de frontière entre Vincelles et la commune de Dormans au sud. Le village se trouve entre 75 et 100 mètres d'altitude, entre la rive droite de la Marne et les coteaux. Au nord du village, l'altitude s'élève rapidement vers le plateau du Tardenois. Si les coteaux sont occupés par le vignoble de Champagne, le sommet du plateau — au-delà de 200 mètres — est boisé.

### Hydrographie
La commune est dans la région hydrographique « la Seine de sa source au confluent de l'Oise (exclu) » au sein du bassin Seine-Normandie. Elle est drainée par la Marne,.
La Marne prend sa source sur le plateau de Langres, dans la commune de Saints-Geosmes (Haute-Marne) et se jette dans la Seine entre Charenton-le-Pont et Alfortville (Val-de-Marne) dans le quartier de Conflans-l'Archevêque. 

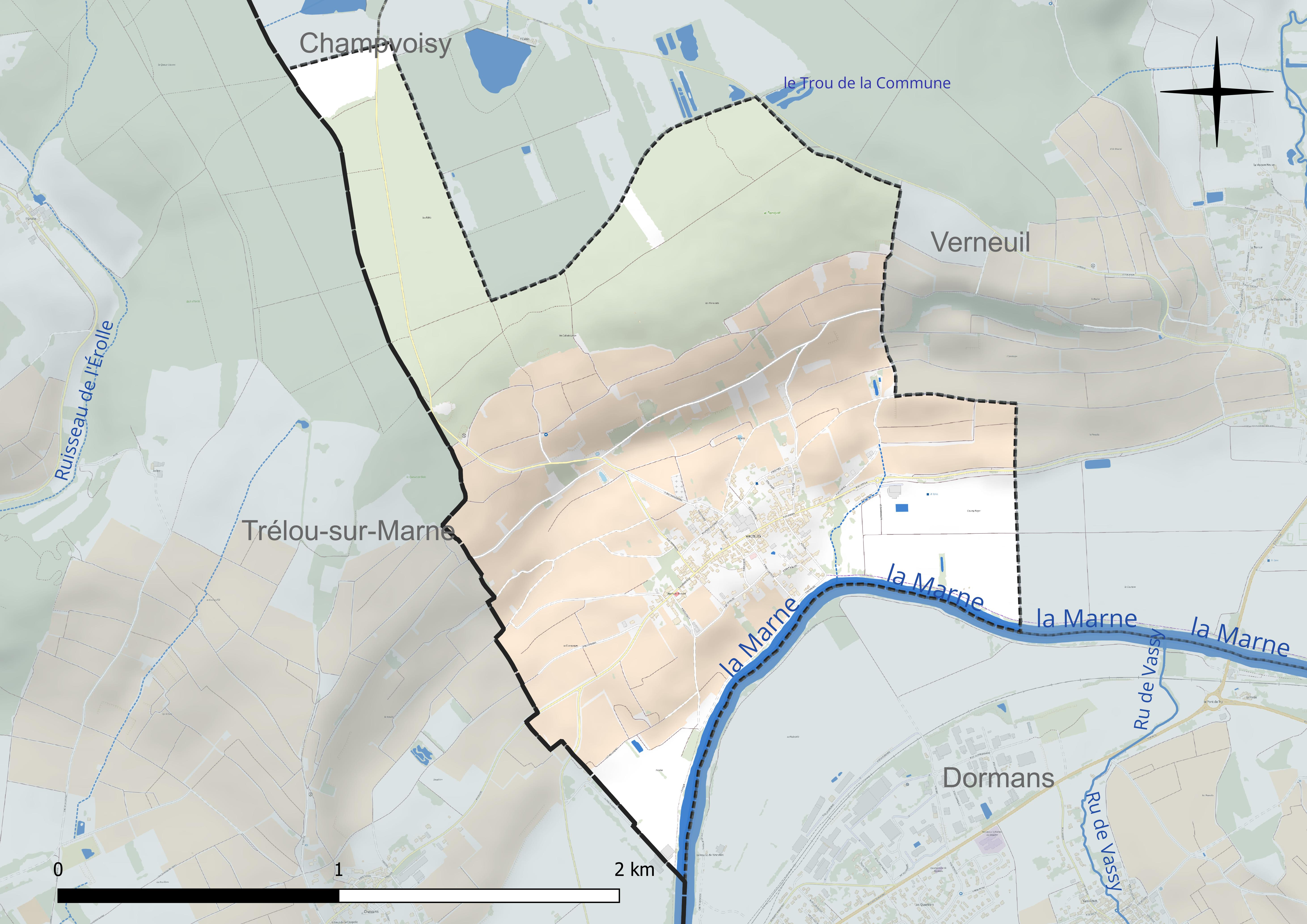
Réseau hydrographique de Vincelles.

### Climat
Pour des articles plus généraux, voir Climat du Grand Est et Climat de la Marne.

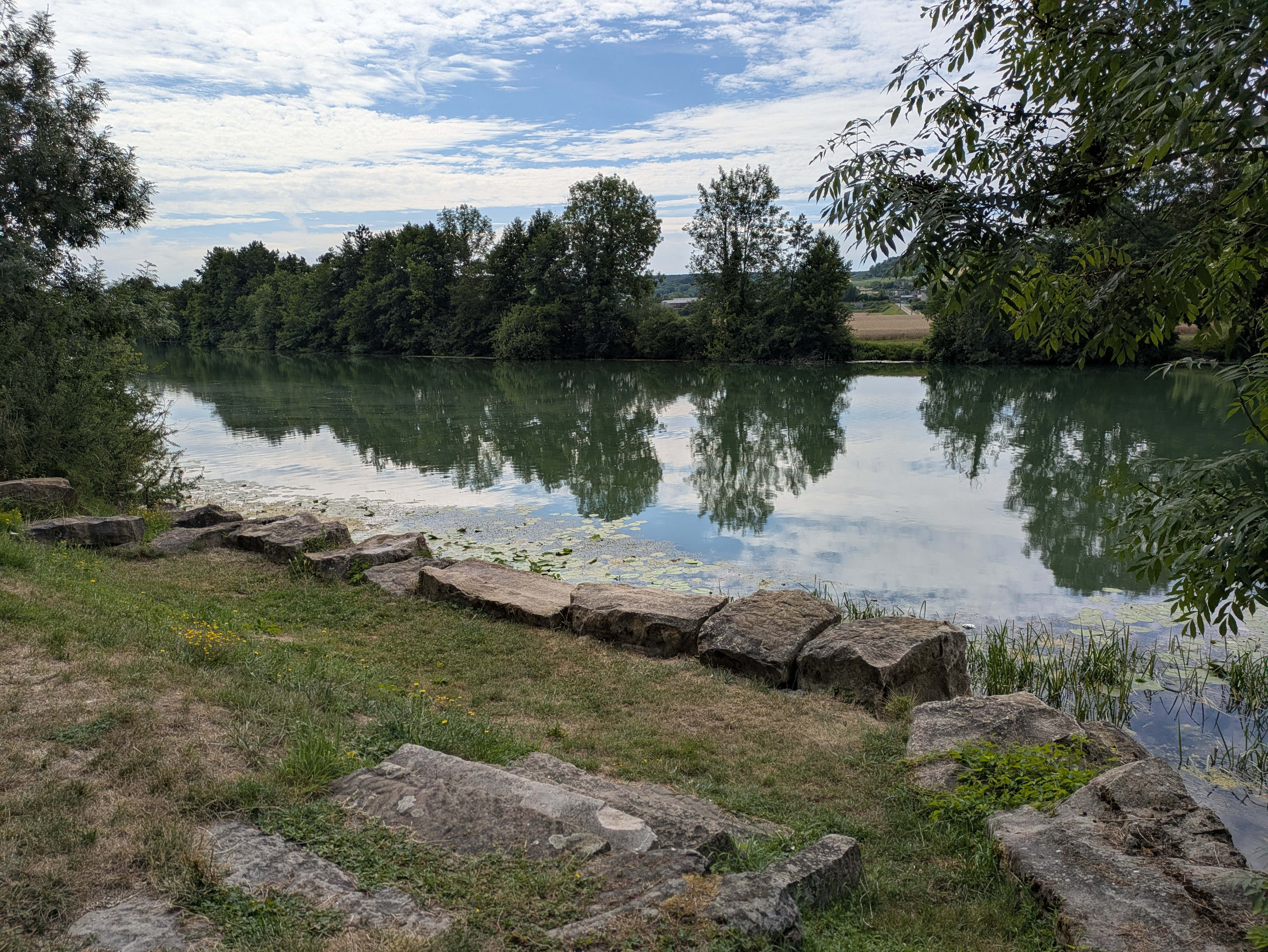
La Marne, depuis la rue du Halage.

En 2010, le climat de la commune est de type climat océanique dégradé des plaines du Centre et du Nord, selon une étude du Centre national de la recherche scientifique s'appuyant sur une série de données couvrant la période 1971-2000. En 2020, Météo-France publie une typologie des climats de la France métropolitaine dans laquelle la commune est exposée à un climat océanique altéré et est dans la région climatique  Nord-est du bassin Parisien, caractérisée par un ensoleillement médiocre, une pluviométrie moyenne régulièrement répartie au cours de l’année et un hiver froid (3 °C). 
Pour la période 1971-2000, la température annuelle moyenne est de 10,3 °C, avec une amplitude thermique annuelle de 15,2 °C. Le cumul annuel moyen de précipitations est de 729 mm, avec 11,9 jours de précipitations en janvier et 8,4 jours en juillet. Pour la période 1991-2020, la température moyenne annuelle observée sur la station météorologique de Météo-France la plus proche, « Blesmes », sur la commune de Blesmes à 15 km à vol d'oiseau, est de 10,6 °C et le cumul annuel moyen de précipitations est de 713,0 mm. 
La température maximale relevée sur cette station est de 40,3 °C, atteinte le 25 juillet 2019 ; la température minimale est de −15,3 °C, atteinte le 12 janvier 1987,,. 
Les paramètres climatiques de la commune ont été estimés pour le milieu du siècle (2041-2070) selon différents scénarios d'émission de gaz à effet de serre à partir des nouvelles projections climatiques de référence DRIAS-2020. Ils sont consultables sur un site dédié publié par Météo-France en novembre 2022.

### Milieux naturels et biodiversité
L'Inventaire national du patrimoine naturel (INPN) recense 324 espèces sur le territoire de la commune, dont 33 espèces protégées et 13 espèces menacées.
Vincelles compte une zone naturelle d'intérêt écologique, faunistique et floristique (ZNIEFF) de type II, celle des massifs forestiers, vallées et coteaux de la Brie picarde. Cette ZNIEFF est toutefois située dans le département voisin de l'Aisne et ne fait que légèrement déborder sur le territoire de Vincelles.

## Urbanisme

### Typologie
Au 1er janvier 2024, Vincelles est catégorisée commune rurale à habitat dispersé, selon la nouvelle grille communale de densité à sept niveaux définie par l'Insee en 2022.
Elle est située hors unité urbaine et hors attraction des villes,.

### Occupation des sols
L'occupation des sols de la commune, telle qu'elle ressort de la base de données européenne d’occupation biophysique des sols Corine Land Cover (CLC), est marquée par l'importance des territoires agricoles (57,8 % en 2018), en augmentation par rapport à 1990 (55,5 %). La répartition détaillée en 2018 est la suivante : cultures permanentes (46,7 %), forêts (31,8 %), terres arables (11,1 %), zones urbanisées (9,4 %), zones industrielles ou commerciales et réseaux de communication (1 %).
L'évolution de l’occupation des sols de la commune et de ses infrastructures peut être observée sur les différentes représentations cartographiques du territoire : la carte de Cassini (XVIIIe siècle), la carte d'état-major (1820-1866) et les cartes ou photos aériennes de l'IGN pour la période actuelle (1950 à aujourd'hui).

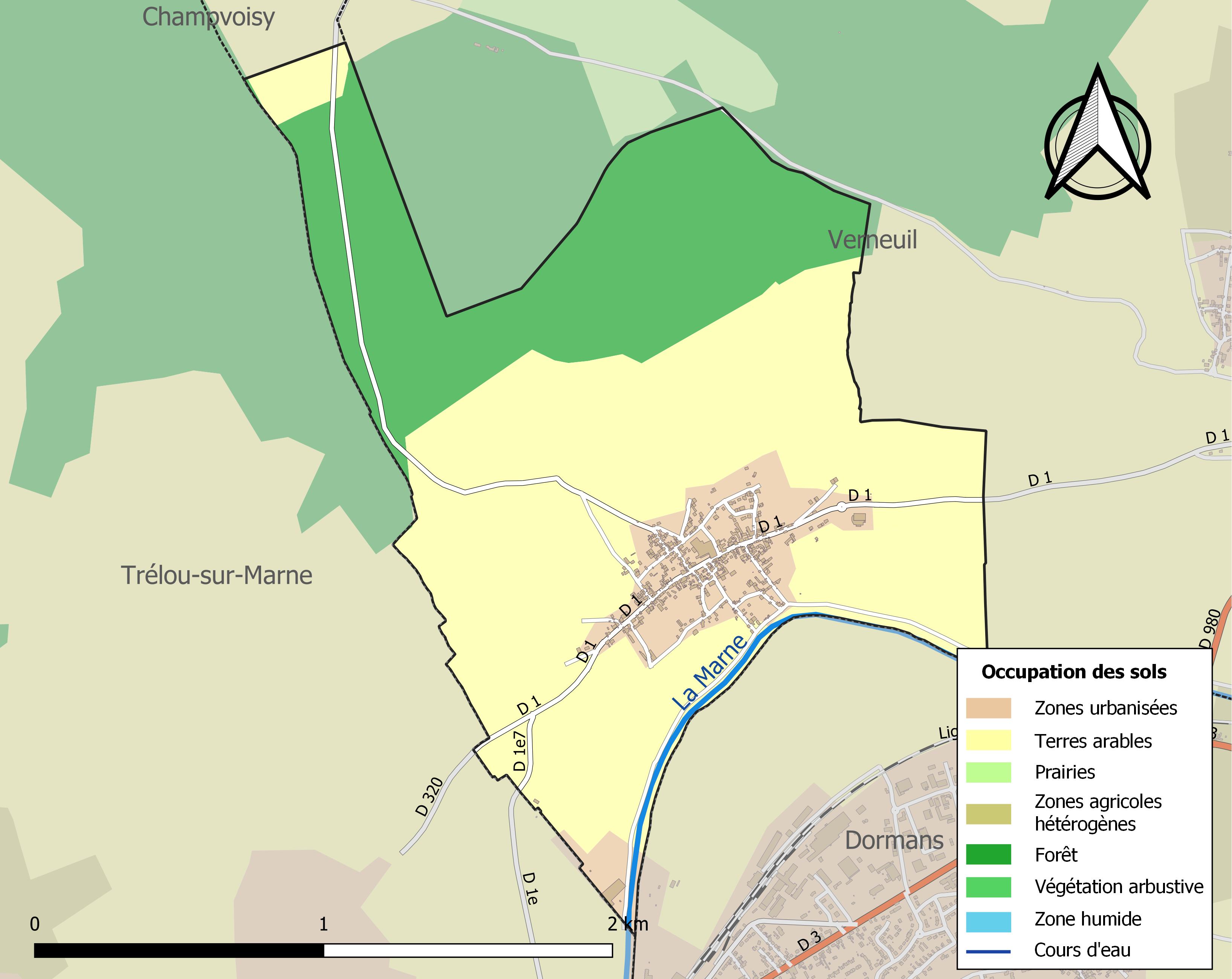
Carte des infrastructures et de l'occupation des sols de la commune en 2018 (CLC).

### Morphologie rurale et lieux-dits
La commune de Vincelles ne comprend qu'un village et aucun écart.
Les cartes de l'Institut national de l'information géographique et forestière font apparaît un certain nombre de lieux-dits sur le territoire de la commune : la Champagne, Champ Roger, les Corps, les Culs de Loups, Facelle, les Pâtis, les Pierreuses, la Sainte et le Tronquet.

### Planification
Les règles d'urbanisme sur le territoire de Vincelles sont déterminées par le schéma de cohérence territoriale d'Épernay et sa Région (SCoTER) approuvé le 5 décembre 2018 et par le règlement national d'urbanisme prévu par le Code de l'urbanisme.

### Habitat et logement
En 2022, Vincelles compte 192 logements. Ces logements sont à 96 % des maisons ; la commune ne comptant que 8 appartements. En raison de la prévalence des maisons, les résidences principales de Vincelles disposent en moyenne de 5,4 pièces.
Le tableau ci-dessous présente une comparaison de quelques indicateurs chiffrés du logement pour Vincelles, la communauté de communes des Paysages de la Champagne (CCPC), le département de la Marne et la France entière :
|                                                            | Vincelles | CCPC   | Marne   | France     |
| ---------------------------------------------------------- | --------- | ------ | ------- | ---------- |
| Ensemble des logements                                     | 192       | 11 520 | 302 456 | 37 527 880 |
| Part des résidences principales (en %)                     | 70,8      | 80,7   | 87,5    | 82,3       |
| Part des résidences secondaires (en %)                     | 15,1      | 6,1    | 3,5     | 9,7        |
| Part des logements vacants (en %)                          | 14,1      | 13,1   | 9,0     | 8,0        |
| Part des propriétaires de leur résidence principale (en %) | 75,1      | 76,9   | 52,4    | 57,5       |

À Vincelles, en 2022, 70,8 % des logements sont des résidences principales, 15,1 % des résidences secondaires et 14,1 % des logements vacants. Par ailleurs, 75,1 % des ménages sont propriétaires de leur résidence principale. Vincelles se démarque alors par un nombre relativement élevé de résidences secondaires et de ménages propriétaires de leur résidence principale.
Parmi les 136 résidences principales construites avant 2020, 8,7 % avaient été construites avant 1919, 40,6 % entre 1919 et 1945, 16,8 % entre 1946 et 1970, 11,7 % entre 1971 et 1990, 9,9 % entre 1991 et 2005 et 12,3 % entre 2006 et 2019. Le faible nombre de logements datant d'avant 1919 s'explique par la destruction du bourg lors de la Première Guerre mondiale.
Le tableau ci-dessous présente l'évolution du nombre de logements sur le territoire de la commune, par catégorie, depuis 1968 :
|                        | 1968 | 1975 | 1982 | 1990 | 1999 | 2006 | 2011 | 2016 | 2022 |
| ---------------------- | ---- | ---- | ---- | ---- | ---- | ---- | ---- | ---- | ---- |
| Résidences principales | 132  | 139  | 138  | 127  | 129  | 133  | 145  | 139  | 136  |
| Résidences secondaires | 15   | 24   | 28   | 28   | 21   | 15   | 19   | 16   | 29   |
| Logements vacants      | 13   | 5    | 4    | 7    | 12   | 12   | 18   | 34   | 27   |
| Total                  | 160  | 168  | 170  | 162  | 162  | 159  | 182  | 189  | 192  |

### Voies de communication et transports

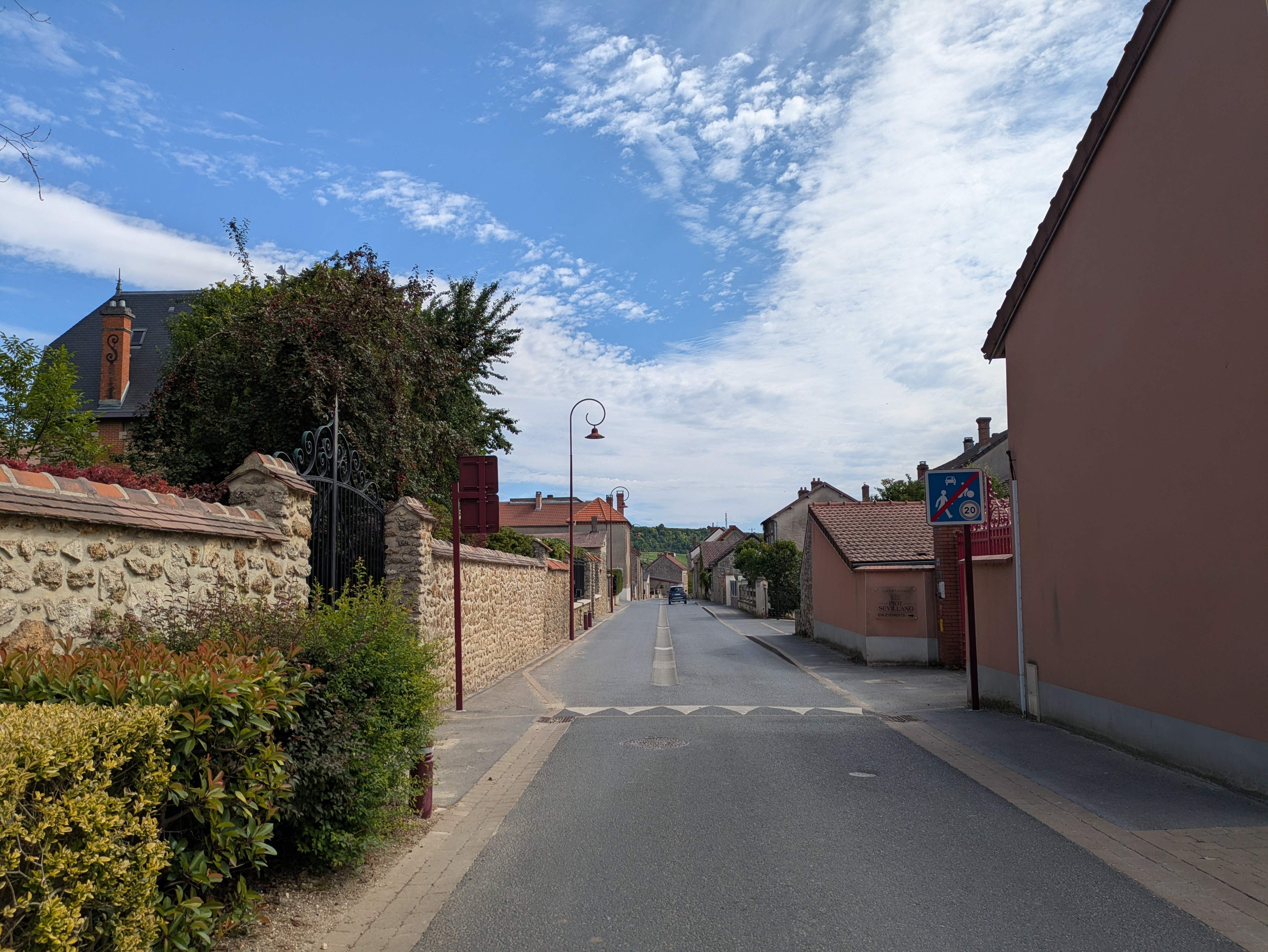
La route départementale 1 (rue d'Argentelle) traversant Vincelles.

La commune est le point de départ de la route départementale 1, qui débute à la limite avec le département de l'Aisne et suit la vallée de la Marne vers l'est en direction de Saint-Martin-sur-le-Pré, au nord de Châlons-en-Champagne.
La gare de chemin de fer la plus proche est la gare de Dormans.
Pour rejoindre la ville voisine de Dormans par la route, il convient de franchir la Marne à Trélou-sur-Marne ou Verneuil.
L'automobile a une place importante dans les déplacements. Ainsi, en 2022, 95,2 % des ménages de la commune disposent d'au moins une voiture (dont 56,9 % comptent deux voitures ou plus) et 88,1 % des actifs se rendent sur leur lieu de travail en voiture ou en camion.

### Risques naturels et technologiques
Le territoire de Vincelles est vulnérable à différents risques naturels et technologiques. La commune est dans l'obligation d'élaborer et publier un document d'information communal sur les risques majeurs ainsi qu'un plan communal de sauvegarde.
La commune est concernée par les risques de mouvements de terrain. Vincelles est comprise dans le périmètre du plan de prévention des risques « glissement de terrain de la Côte d'Ile-de-France - secteur de la vallée de la Marne tranche 3 » approuvé en 2014.
Vincelles est également concernée par le risque d'inondation, y compris par remontée de nappe. La commune est incluse dans le périmètre du plan des surfaces submersibles du secteur d'Épernay de 1976 et dans le PPR « inondations par débordement de la Marne sur le secteur d'Épernay » de 2017.
La commune a fait l'objet de plusieurs arrêtés reconnaissant l'état de catastrophe naturelle pour des inondations et/ou coulées de boue (en 1983, 1987, 1993 et 1999).
Vincelles commune est affectée par le phénomène de retrait-gonflement des argiles (risque moyen). Le risque sismique est très faible sur son territoire. De même, le potentiel radon de la commune est faible.
La commune compte par ailleurs un site potentiellement concerné par la pollution des sols, un ancien atelier mécanique de menuiserie, rue Argentelle.

## Toponymie
Le nom de la localité est attesté sous les formes Vincella (886) ; Vinceles (1250) ; Vincelles (XIIIe siècle) ; Vincelles lez ledit Chastillon-sur-Marne (1458) ; Vincelles-sur-Marne (1461) ; Vincellez (1501).
Selon Auguste Longnon, le nom du village fait référence à son origine viticole, vini cella signifiant « cellier à vin ». D'autres avancent une traduction du latin vinicella signifiant « petite vigne ».

## Histoire

### Antiquité
Une sépulture antique a été découverte par M. l'abbé Bossus le 28 octobre 1904 ainsi qu'un vase en terre d'origine gauloise.

### Moyen âge et époque moderne
Vincelles est un des plus anciens villages du canton de Dormans. On a preuve de son existence dès le IXe siècle, il faisait partie de l'Omois qui regroupait des villages situés principalement sur la rive gauche de la Marne entre Nogent-l'Artaud et Épernay. L'existence de ce pagus a duré près de deux siècles. L'histoire de Vincelles se confond avec celle de la ville de Dormans. La bataille de Dormans de 1575, où Henri de Guise gagna sa balafre, eut lieu en partie sur son territoire.
En 1647, la terre est rattachée à la grosse tour du Louvre. En 1660, elle appartient au comte Charles de Broglia,. Au XVIIIe siècle, elle appartient à la maison de Ligne.
Sous l'Ancien régime, Vincelles dépendait de la généralité de Châlons, élection d'Épernay, du bailliage de Châtillon-sur-Marne, présidial de Château-Thierry, du diocèse de Soissons, archidiaconé de Brie, doyenné de Dormans.
Lors de la Révolution française, la terre de Vincelles appartient à la comtesse de Rouhaulx.

### Époque contemporaine

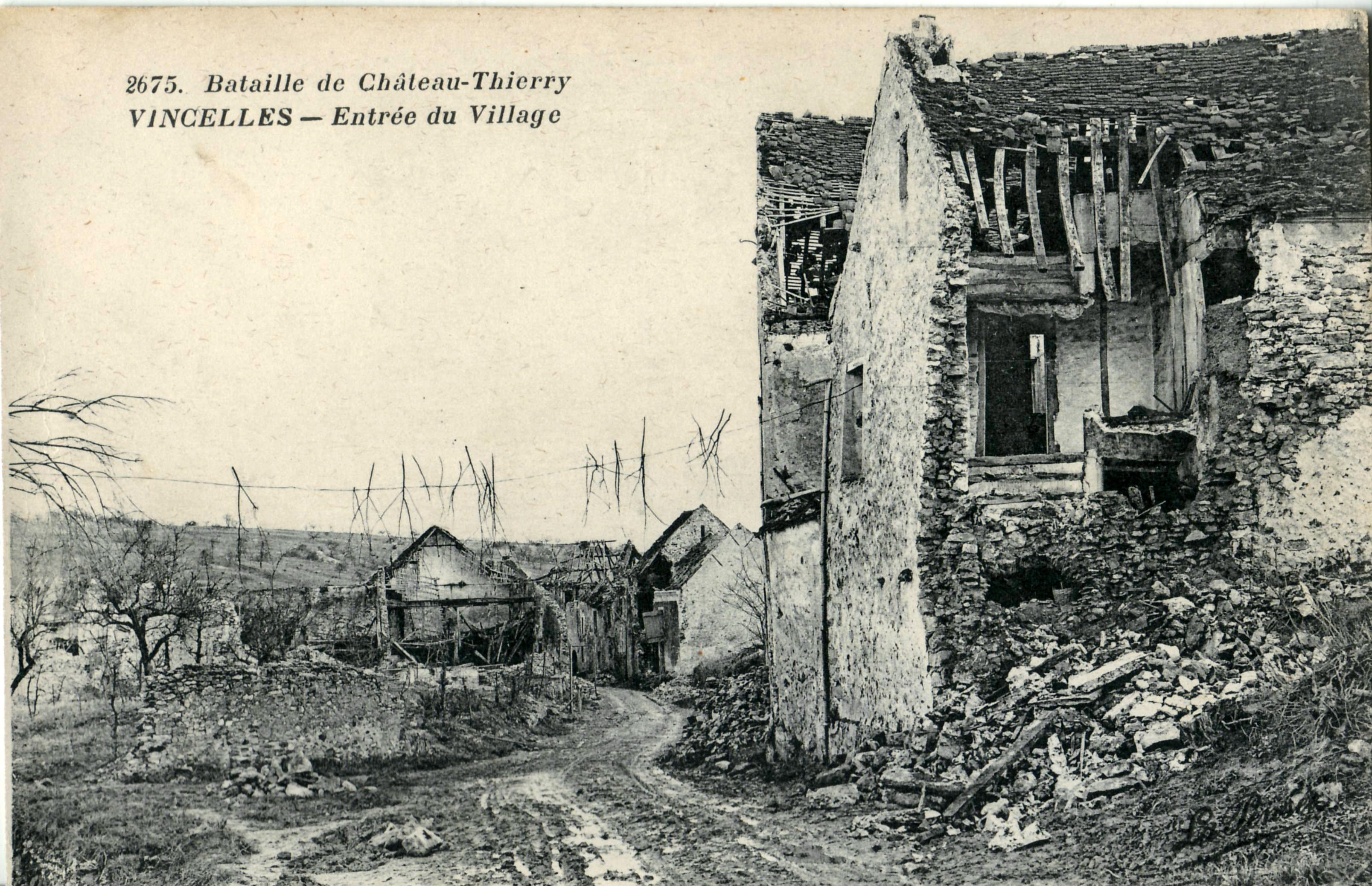
Le bourg détruit pendant la bataille de Château-Thierry, à la fin de la Première Guerre mondiale.

D'après Adolphe Guérard, dans sa statistique historique de la Marne, on y aurait découvert en 1840 des souterrains creusés dans le tuf en voute ogivale et servant alors de caves à vin, et dont on suppose qu'ils auraient servi de souterrains-refuges aux villageois lors des guerres.
Le bourg est détruit pendant la bataille de Château-Thierry, à la fin de la Première Guerre mondiale,,. Le village est décoré de la Croix de guerre 1914-1918 le 30 mai 1921.

## Politique et administration

### Rattachements administratifs et électoraux

#### Rattachements administratifs
La commune se trouve dans l'arrondissement d'Épernay au sein du département de la Marne et de la région Grand Est.
Elle faisait partie depuis 1793 du canton de Dormans. Dans le cadre du redécoupage cantonal de 2014 en France, cette circonscription administrative territoriale a disparu, et le canton n'est plus qu'une circonscription électorale.

#### Rattachements électoraux
Pour les élections départementales, la commune fait partie depuis 2014 du canton de Dormans-Paysages de Champagne.
Pour l'élection des députés, elle fait partie de la troisième circonscription de la Marne.

### Intercommunalité

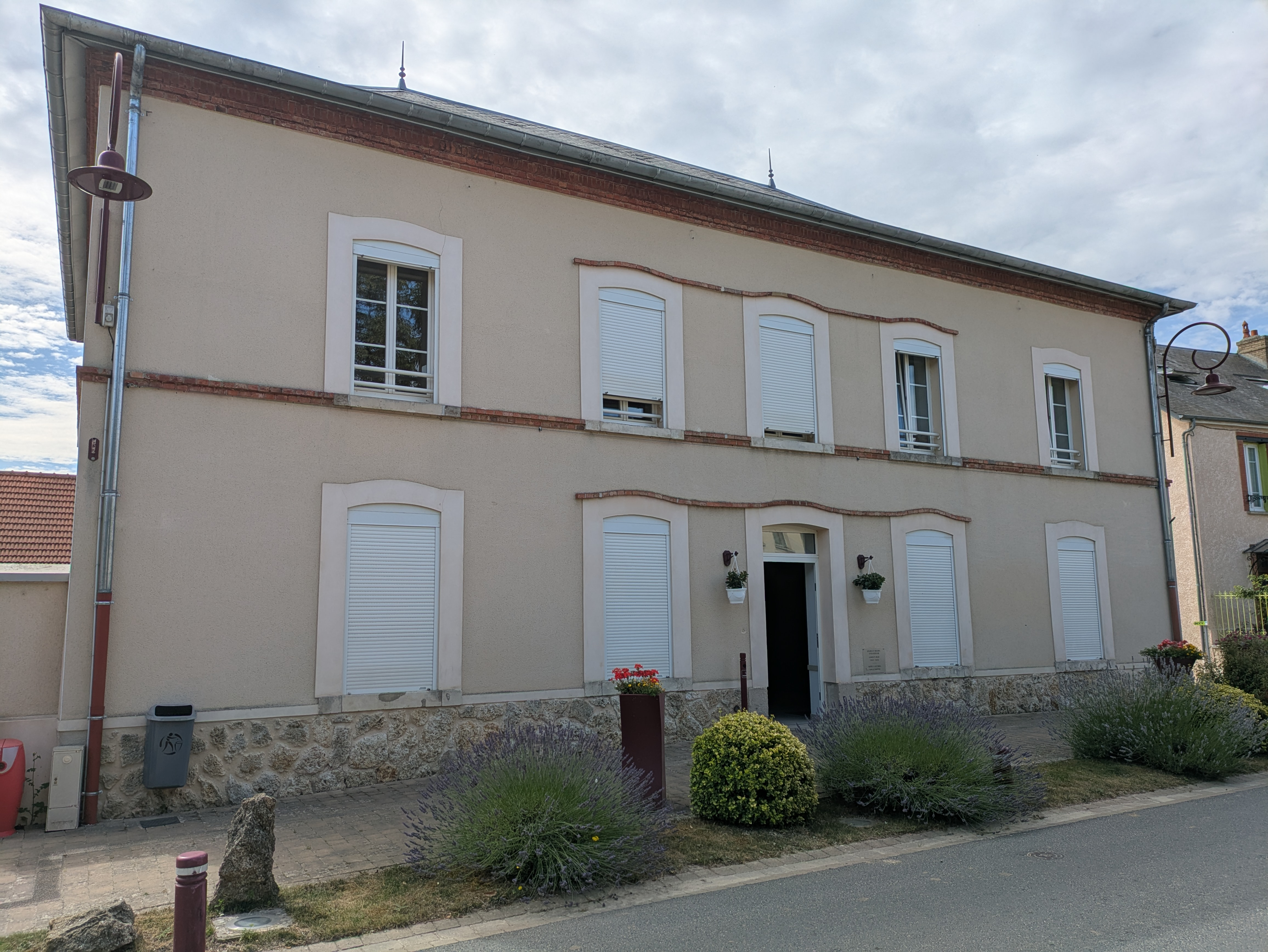
La mairie, rue d'Argentelle.

Vincelles était membre de la communauté de communes des Coteaux de la Marne, un établissement public de coopération intercommunale (EPCI) à fiscalité propre créé en 1997 et auquel la commune avait transféré un certain nombre de ses compétences, dans les conditions déterminées par le Code général des collectivités territoriales.
Dans le cadre des dispositions de la loi portant nouvelle organisation territoriale de la République du 7 août 2015, qui prévoit que les établissements publics de coopération intercommunale (EPCI) à fiscalité propre doivent avoir un minimum de 15 000 habitants, cette intercommunalité a fusionné avec ses voisines pour former, le 1er janvier 2017, la communauté de communes des Paysages de la Champagne, dont est désormais membre la commune.
Vincelles est par ailleurs membre de plusieurs EPCI sans fiscalité propre : le syndicat intercommunal élémentaire, le syndicat intercommunal à vocation unique de la vallée de la Semoigne et le syndicat mixte scolaire de Dormans.

### Liste des maires
| Période                                  | Période                       | Identité           | Étiquette | Qualité                                                          |
| ---------------------------------------- | ----------------------------- | ------------------ | --------- | ---------------------------------------------------------------- |
| Les données manquantes sont à compléter. |                               |                    |           |                                                                  |
| avant 1981                               | ?                             | Maurice Demessance |           |                                                                  |
| 1989                                     | 2020                          | Jean Le Follezou,  |           | Vice-président de la CC des Paysages de la Champagne (2017-2020) |
| 2020                                     | En cours (au 21 juillet 2025) | Corinne Dépaux     |           |                                                                  |

### Jumelages
Au 1er janvier 2023, Vincelles n'est jumelée avec aucune ville.

## Équipements et services publics

### Eau et déchets
L'approvisionnement en eau potable et l'assainissement des eaux usées sont des compétences de la communauté de communes des Paysages de la Champagne. La commune de Vincelles est alimentée en eau potable par les captages de la Noue du Coulon, situés sur son territoire. La production et la distribution d'eau potable font l'objet d'une délégation de service public confiée à Suez jusqu'en 2029. Vincelles accueille une station d'épuration à boues activées et cultures fixées d'une capacité de 750 équivalent-habitants sur son territoire. L'assainissement collectif y est assuré par Veolia dans le cadre d'une délégation de service public confiée par la communauté de communes et courant jusqu'en 2029.
La communauté de communes est également compétente en matière de déchets. La collecte des ordures ménagères résiduelles et des déchets recyclables est réalisée en porte à porte. La communauté de commune adhérant au syndicat de valorisation des ordures ménagères de la Marne (SYVALOM), ces déchets sont amenés au centre de transfert départemental de Pierry puis valorisés sur le site de La Veuve. La collecte du verre et des textiles se fait en apport volontaire. La communauté de communes met par ailleurs six déchèteries à disposition de ses habitants, accessibles après création d'une carte d'accès : à Châtillon-sur-Marne, Damery-Venteuil, Fèrebrianges, Mareuil-le-Port, Montmort-Lucy et Trélou-sur-Marne.

### Enseignement
Vincelles fait partie de l'académie de Reims.
Les enfants de Vincelles sont accueillis dans les écoles de Verneuil, situées rue du CBR. L'école maternelle, construite en 2001, est gérée par le syndicat intercommunal de la Vallée de la Semoigne et accueille 67 élèves (chiffres 2024-2025). L'école primaire, construite en 2014, est gérée par le syndicat intercommunal Élémentaire et accueille 113 élèves (chiffres 2024-2025). Outre les petits Bédouins, les écoles accueillent également les enfants de Champvoisy, Passy-Grigny, Sainte-Gemme et Verneuil.
Les jeunes de Vincelles sont ensuite rattachés au collège Claude-Nicolas-Ledoux de Dormans et au lycée Stéphane-Hessel d'Épernay.

### Postes et télécommunications

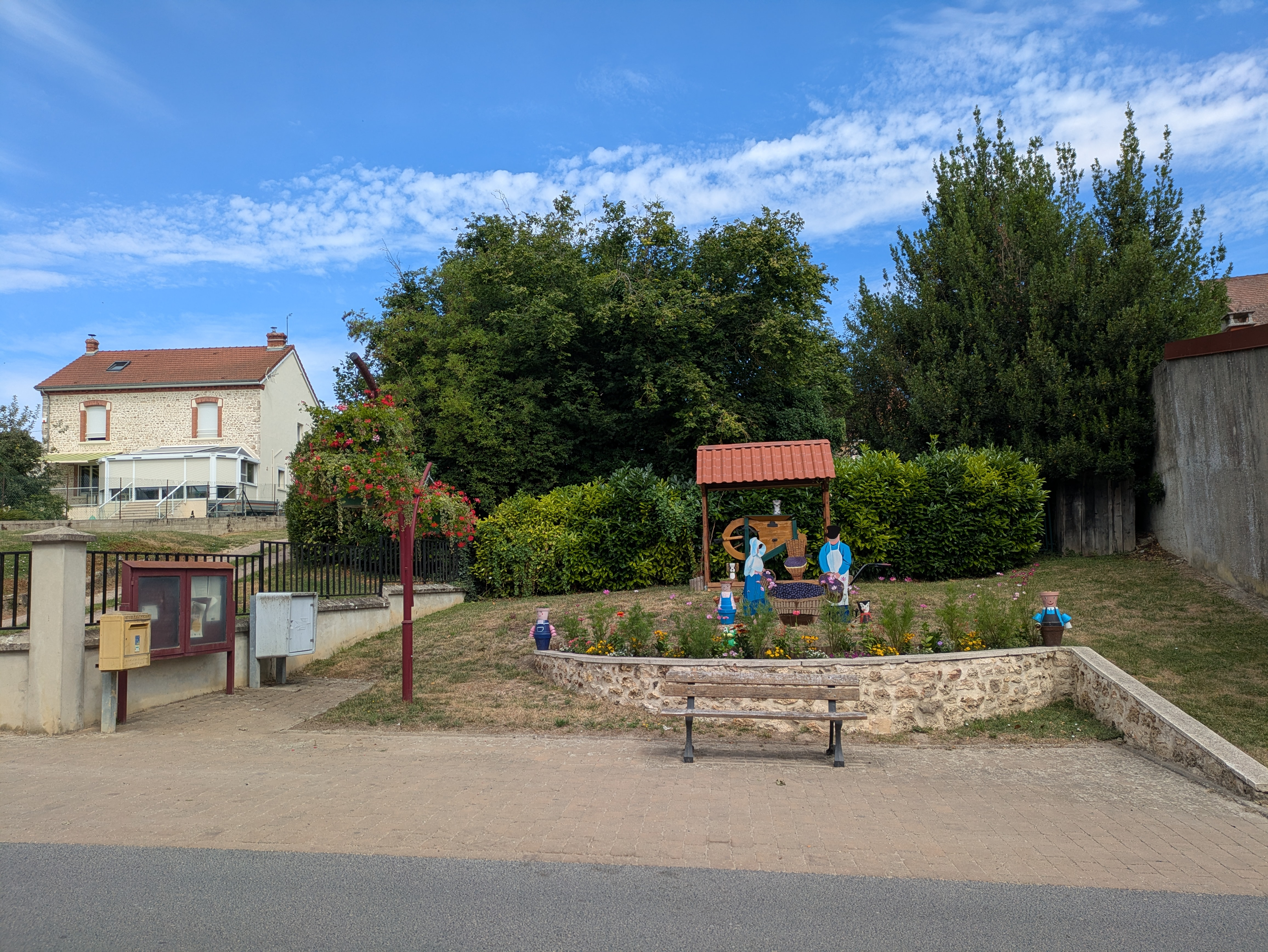
Une boîte aux lettres de La Poste dans un square de la rue d'Argentelle.

Une boîte aux lettres de La Poste se trouve sur le territoire de la commune, rue d'Argentelle. Le bureau de poste le plus proche est situé à Dormans.

### Justice, sécurité et secours
Du point de vue judiciaire, Vincelles relève du conseil de prud'hommes d'Épernay, du tribunal de commerce de Reims, du tribunal judiciaire, du tribunal paritaire des baux ruraux et du tribunal pour enfants de Châlons-en-Champagne, dans le ressort de la cour d'appel de Reims. Pour le contentieux administratif, la commune dépend du tribunal administratif de Châlons-en-Champagne et de la cour administrative d'appel de Nancy.
Vincelles est située en secteur Gendarmerie nationale et dépend de la brigade de Dormans.
En matière d'incendie et de secours, le centre d'incendie et de secours le plus proche est celui de Dormans, dépendant du Service départemental d'incendie et de secours (SDIS) de la Marne.

## Population et société
Ses habitants sont appelés les Bédouins (ou aussi les Vincellois).

### Démographie
L'évolution du nombre d'habitants est connue à travers les recensements de la population effectués dans la commune depuis 1793. Pour les communes de moins de 10 000 habitants, une enquête de recensement portant sur toute la population est réalisée tous les cinq ans, les populations de référence des années intermédiaires étant quant à elles estimées par interpolation ou extrapolation. Pour la commune, le premier recensement exhaustif entrant dans le cadre du nouveau dispositif a été réalisé en 2005.

En 2022, la commune comptait 326 habitants, en évolution de +9,76 % par rapport à 2016 (Marne : −1,19 %, France hors Mayotte : +2,11 %).
| 1793 | 1800 | 1806 | 1821 | 1831 | 1836 | 1841 | 1846 | 1851 |
| ---- | ---- | ---- | ---- | ---- | ---- | ---- | ---- | ---- |
| 154  | 439  | 469  | 501  | 532  | 552  | 559  | 583  | 604  |

| 1856 | 1861 | 1866 | 1872 | 1876 | 1881 | 1886 | 1891 | 1896 |
| ---- | ---- | ---- | ---- | ---- | ---- | ---- | ---- | ---- |
| 566  | 556  | 583  | 531  | 527  | 559  | 612  | 628  | 619  |

| 1901 | 1906 | 1911 | 1921 | 1926 | 1931 | 1936 | 1946 | 1954 |
| ---- | ---- | ---- | ---- | ---- | ---- | ---- | ---- | ---- |
| 557  | 468  | 434  | 347  | 353  | 364  | 338  | 329  | 350  |

| 1962 | 1968 | 1975 | 1982 | 1990 | 1999 | 2005 | 2006 | 2010 |
| ---- | ---- | ---- | ---- | ---- | ---- | ---- | ---- | ---- |
| 332  | 382  | 397  | 358  | 309  | 319  | 309  | 301  | 339  |

| 2015 | 2020 | 2022 | - | - | - | - | - | - |
| ---- | ---- | ---- | - | - | - | - | - | - |
| 299  | 317  | 326  | - | - | - | - | - | - |

### Sports et loisirs

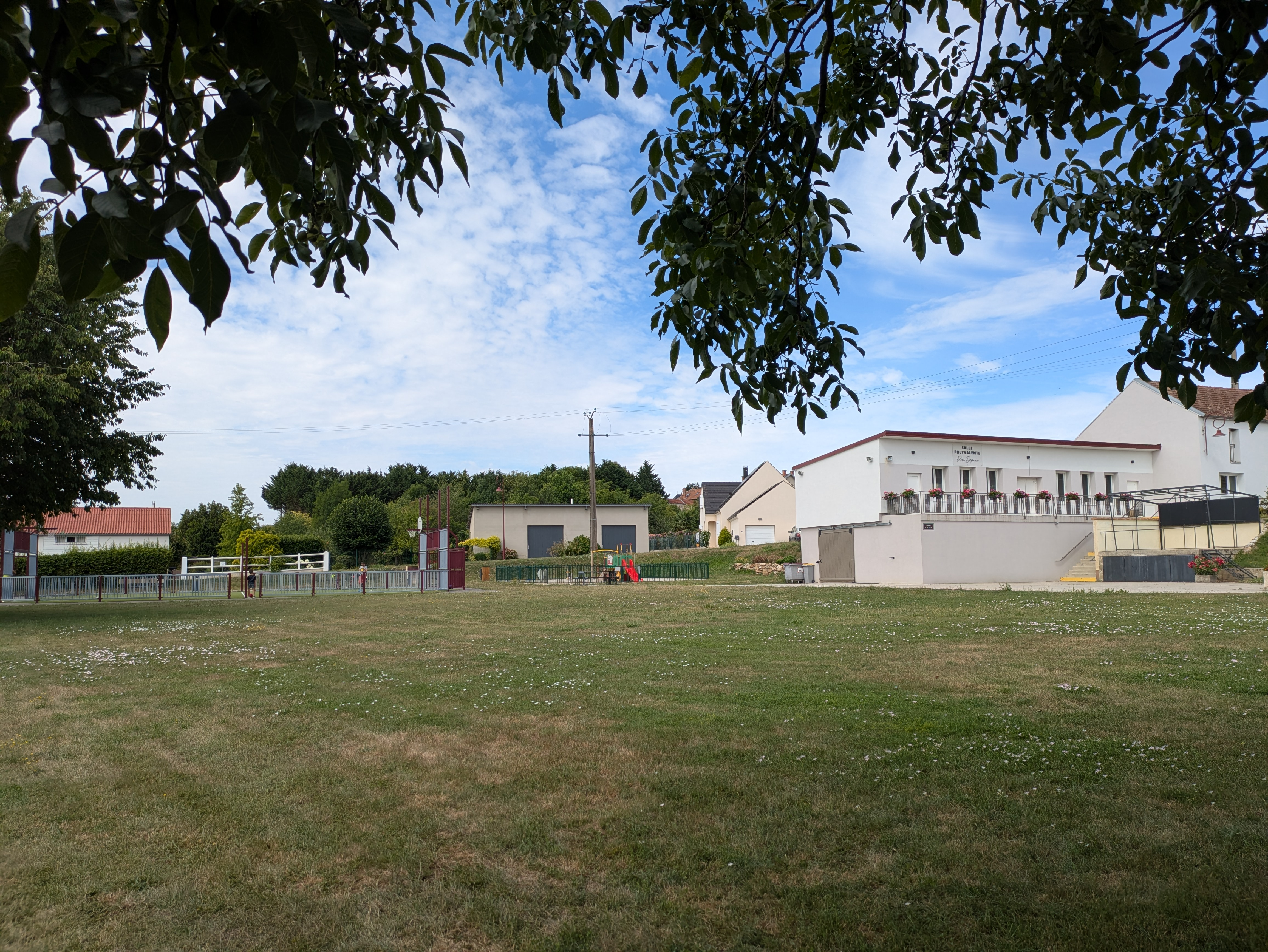
La salle Rose Depaux et le terrain multi-sports.

À proximité de l'église, on trouve une salle polyvalente d'une capacité de 90 personnes (salle Rose Depaux) ainsi qu'un terrain multi-sports (basketball, pétanque, jeux pour enfants, etc.).

### Cultes
Pour le culte catholique, Vincelles dépend de la paroisse Saint-Hildegrin - Vallée de la Marne au sein du diocèse de Châlons-en-Champagne.

### Médias
La presse écrite régionale comprend le quotidien L'Union et l'hebdomadaire L'Hebdo du vendredi.
Parmi les stations de radio locales, il est possible de citer Ici Champagne-Ardenne et Champagne FM.

## Économie

### Revenus de la population et fiscalité
En 2021, la commune compte 131 ménages fiscaux, regroupant 284 personnes.
Le revenu disponible par unité de consommation est alors de 22 820 €, légèrement inférieur à celui de la communauté de communes des Paysages de la Champagne (24 050 €), du département de la Marne (22 830 €) et de la France métropolitaine (23 080 €).
Pour des raisons de secret statistique, le taux de pauvreté à Vincelles n'est pas communiqué par l'Insee.

### Emploi

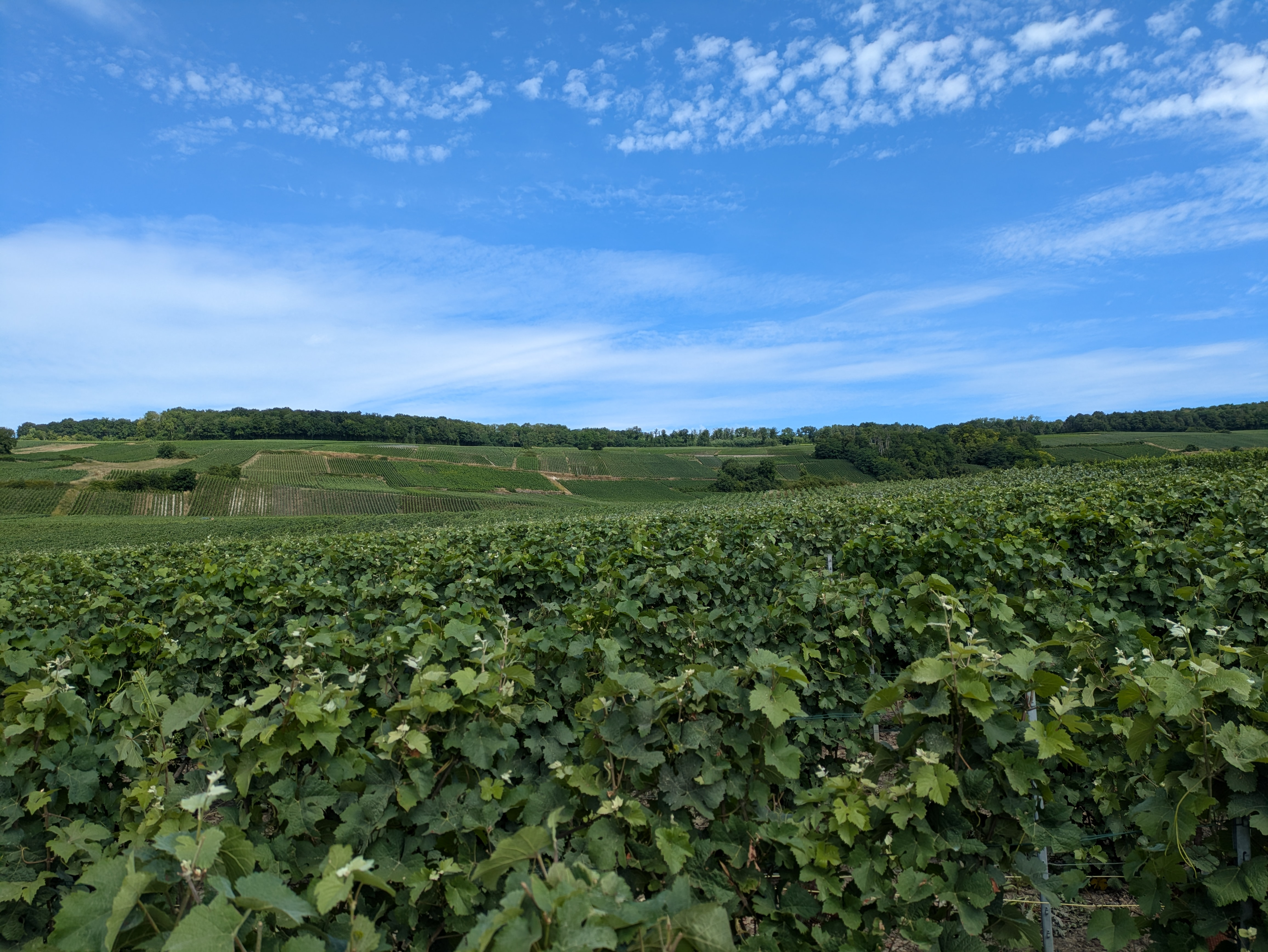
Le vignoble au nord-ouest de Vincelles (Marne).

Vincelles appartient à la zone d'emploi d'Épernay.
En 2022, le taux d'activité des 15-64 ans est de 81,4 %, supérieur à celui de la communauté de communes (80,3 %), du département (74,6 %) et de la France métropolitaine (75,3 %). Pour cette même catégorie de population, le taux de chômage est de seulement 3,8 % contre 7,5 % pour la communauté de communes, 11,8 % pour la Marne et 11,3 % pour la France métropolitaine.
En 2022, Vincelles compte 113 emplois, dont 51,3 % de salariés et 48,7 % de non-salariés. Avec 156 actifs y résidant, la commune a alors un indicateur de concentration d'emploi de 72,6. Dans les faits, 30,5 % des actifs résidant à Vincelles y travaillent tandis que 69,5 % travaillent dans une autre commune. L'évolution est importante par rapport à 2011, lorsque 48,1 % des actifs résidant à Vincelles y travaillaient).

### Entreprises et agriculture
En 2022, la commune compte 19 établissements économiquement actifs (hors agriculture). L'Insee n'y recense aucun commerce en 2024.
En 2020, Vincelles compte 55 exploitations agricoles, pour une surface agricole utilisée de 142 hectares et 78 emplois à temps plein. Selon l'Agreste, la production agricole de la commune est spécialisée dans la viticulture.
Vincelles fait en effet partie des appellations d'origine contrôlée « champagne » et « coteaux-champenois ». Depuis le milieu du XXe siècle s'est montée à Vincelles une coopérative viticole forte de près de 100 viticulteurs et de 110 ha de vignes commercialisant du champagne, la coopérative H. Blin.

## Culture locale et patrimoine

### Lieux et monuments
- Église Saint-Timothée.
- Monument aux morts[70].

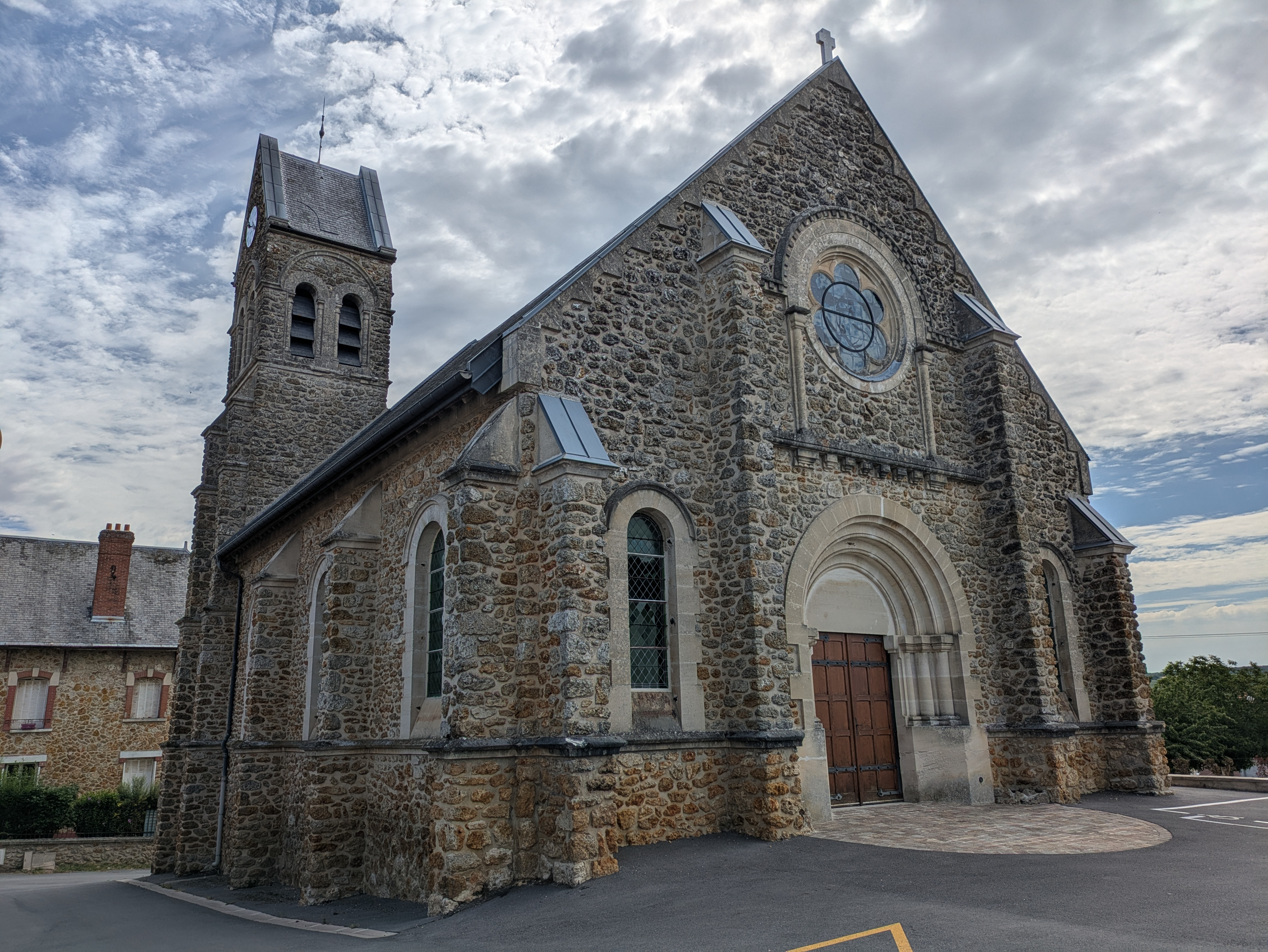
L'église Saint-Timothée).
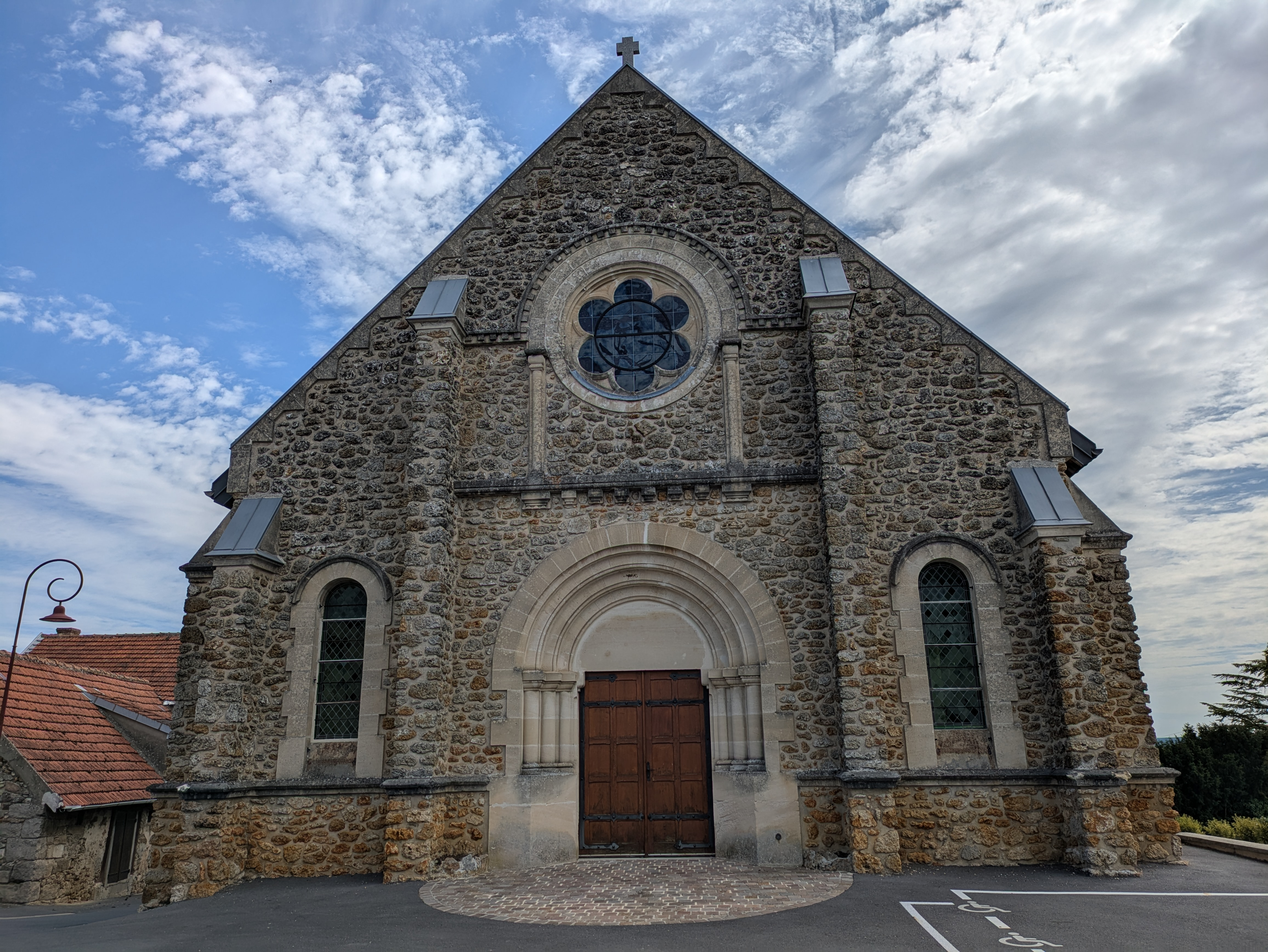
La façade principale de l'église.
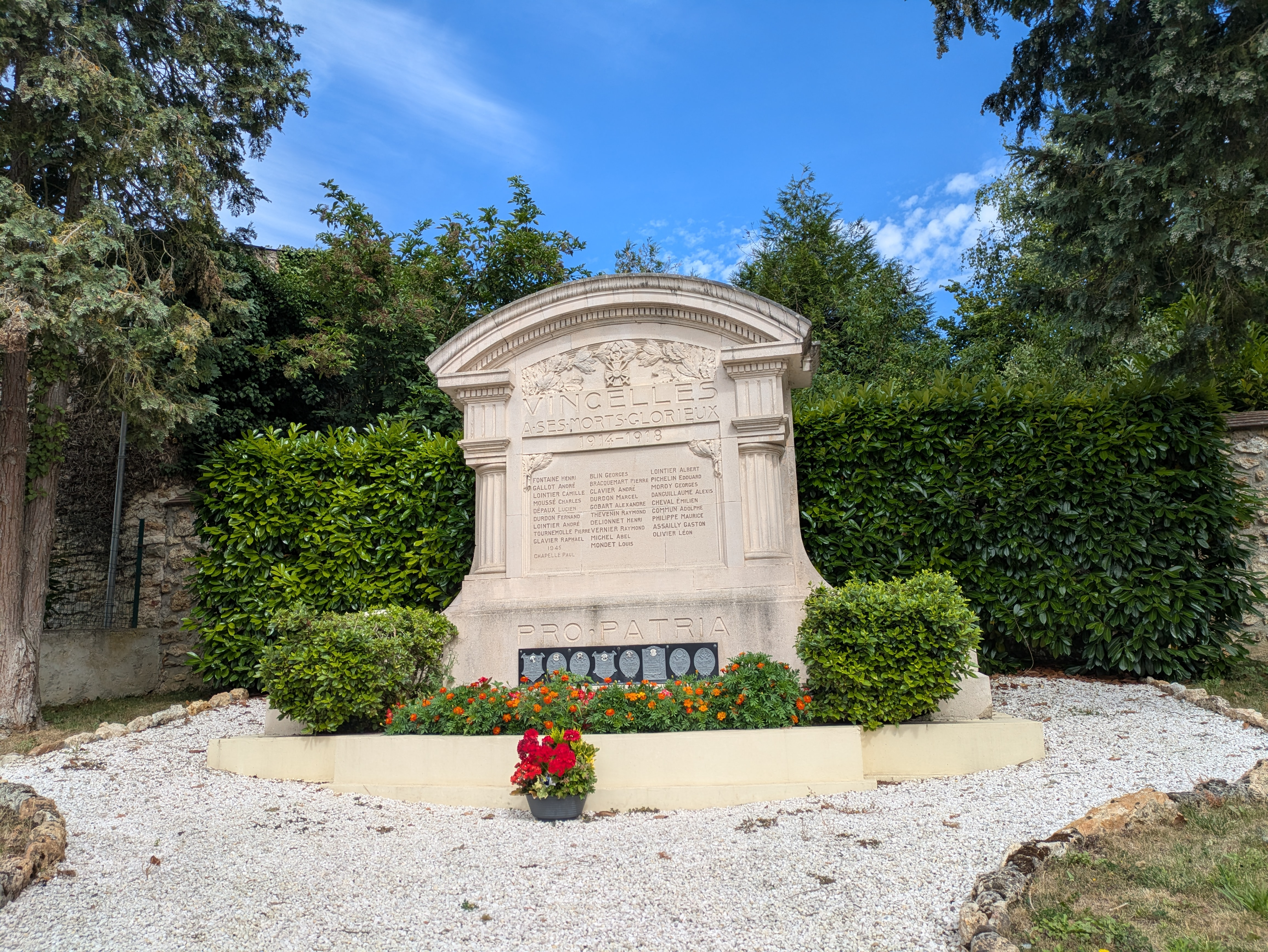
Le monument aux morts.